# 일본의 민족 문제

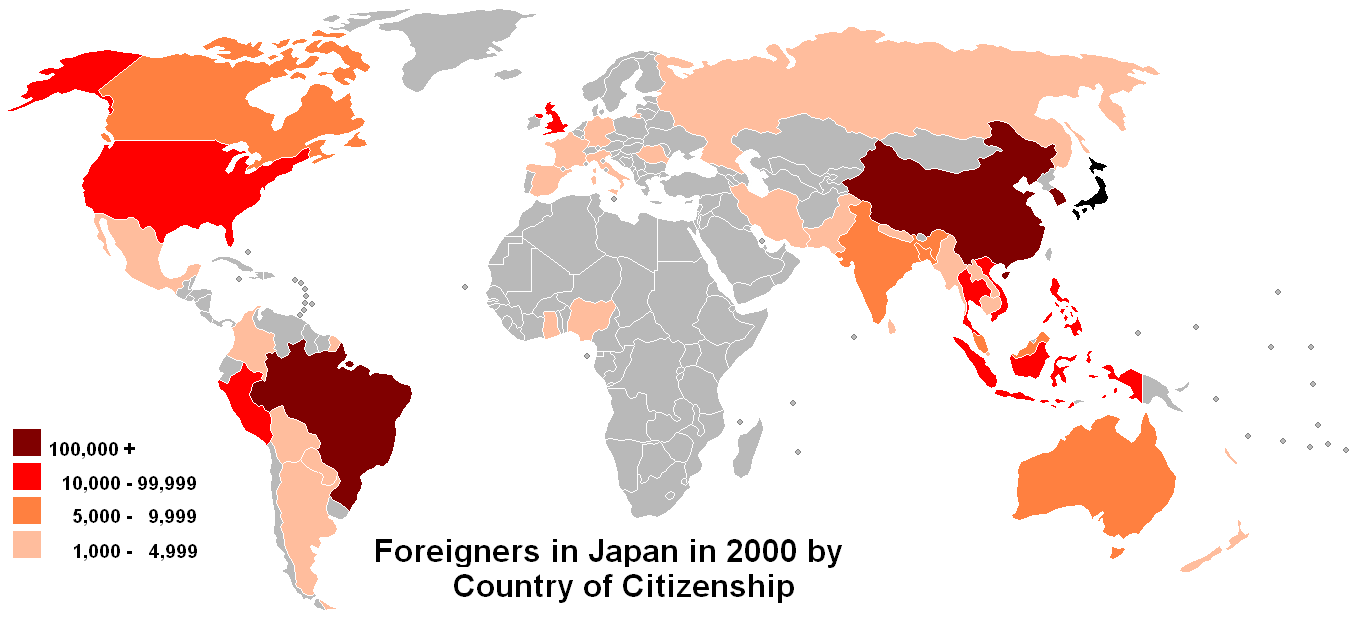
2000년 일본의 외국인 시민 수. 출처: 일본통계청

일본의 민족 문제(일본어: 日本の民族問題)는 일본에서의 민족 정책이나 민족 차별 등에 관한 문제이다. 이 기사에 따르면 현대의 일본이 가지고 있는 그러한 문제의 실정을, 역사적 배경 등을 언급하면서 개설한다. 개개의 문제에 관해서는 더욱 자세한 해설이 다른 항목에 존재하는 경우가 있다.
2018년 인구 조사 통계에 따르면 일본 인구의 97.8%가 일본인이며, 나머지는 일본에 거주하는 외국인이다. T인구 고령화와 노동력 감소로 인해 최근 몇 년 동안 외국인 근로자 수가 급격히 증가했다. 2018년 한 뉴스 기사에 따르면 도쿄에 거주하는 젊은 인구 중 약 10명 중 1명이 외국인이라고 한다. CIA 월드 팩트북에 따르면 일본인은 인구의 98.1%, 중국인은 0.5%, 한국인은 0.4%를 차지하며 나머지 1%는 다른 모든 민족을 대표한다.
일본에는 인종, 민족, 종교적 차별을 금지하는 법률이 없다. 또한 일본에는 국가 인권 기관도 없다. 일본에 거주하는 외국인들은 종종 일본 시민들이 겪을 수 있는 인권 침해에 직면한다. 최근 몇 년 동안, 외국 언론은 일본 기업들이 일본에 있는 게스트 노동자들, 특히 숙련되지 않은 노동자들의 여권을 자주 압수한다고 보도했다.
20세기 초, 일본 민족주의 이념과 국민 통합이라는 명목으로 일본 정부는 원주민 류큐인, 아이누 및 기타 소외된 집단을 포함한 소외된 인구를 식별하고 강제로 동화하여 언어, 문화, 종교에 동화 프로그램을 도입했다. 일은 이 민족들을 일본 민족의 단순한 "부분군"으로 간주하며, 따라서 야마토 민족의 동의어로 간주하고, 이들을 독특한 문화를 가진 소수 집단으로 인정하지 않는다.

## 배경

### 인구 통계
일본에 있는 이러한 사람들은, 이른바 소수민족이며, 개별의 문화를 전승하고 있다. 그러나 그 한편으로 민족에 관련되는 차별을 받는 사례도 볼 수 있다. 타국의 민족 문제와 같이 이러한 소수민족의 취직 차별이나 혼인 차별이라고 하는 현상이 일상적으로 발생하고 있다. 또 근년에 민족 의식을 과잉 고무하는 풍조의 영향으로 겉으로 드러나는 일도 있다.
| 국적/민족          | 총수      | 퍼센트 |
| ------------------ | --------- | ------ |
| 중국               | 655,377   | 29.6%  |
| 한국/북한          | 589,239   | 26.6%  |
| 브라질             | 312,582   | 14.1%  |
| 필리핀             | 210,617   | 9.5%   |
| 페루               | 59,723    | 2.7%   |
| 미국               | 52,683    | 2.4%   |
| 태국               | 42,609    | 1.9%   |
| 베트남             | 41,136    | 1.9%   |
| 인도네시아         | 27,250    | 1.2%   |
| 인도               | 22,335    | 1.0%   |
| 영국               | 17,011    | 0.8%   |
| 네팔               | 12,286    | 0.6%   |
| 방글라데시         | 11,414    | 0.5%   |
| 캐나다             | 11,016    | 0.5%   |
| 호주               | 10,708    | 0.5%   |
| 기타               | 141,440   | 6.4%   |
| 총 (2008년말 기준) | 2,217,426 | 100%   |

일본 전체 합법 체류 인구의 약 2.4%가 외국인이다. 이 중 2022년 일본 정부의 데이터에 따르면 주요 그룹은 다음과 같다.
| 국가별        | 숫자      | 외국인 비율 |
| ------------- | --------- | ----------- |
| 중국          | 761,563   | 24.8%       |
| 베트남        | 489,312   | 15.9%       |
| 한국          | 436,670   | 14.2%       |
| 필리핀        | 298,740   | 9.7%        |
| 브라질        | 209,430   | 6.8%        |
| 네팔          | 139,393   | 4.5%        |
| 인도네시아    | 98,865    | 3.2%        |
| 미국          | 60,804    | 2.0%        |
| 대만          | 57,294    | 1.9%        |
| 태국          | 56,701    | 1.8%        |
| 기타          | 491,799   | 16.0%       |
| 총합 (2022년) | 3,075,213 | 100%        |

위의 통계에는 일본에 주둔한 약 20,000명의 미군이 포함되지 않았으며 불법 이민자에 대한 설명도 포함되지 않았다. 또한 이 통계에는 한국과 중국인을 포함하지만 이에 국한되지 않는 배경을 가진 귀화 시민과 이민자의 시민 후손도 고려되지 않았다. 2012년 총 합법 체류 인구는 1억 2,760만 명으로 추정된다.

## 일본내에 있는 민족들
일본 내에서 생활하거나 또는 일본 국적을 가지는 사람 중에도 일본 고유의 민족 의식과는 다른 민족적 자각을 계속 가지는 사람들이 있다. 다음은 그러한 사람들의 예이다.

### 일본 소수 민족
일본에 거주하는 9개의 가장 큰 소수 집단은 다음과 같다: 남북한, 중국인(또는 대만인), 브라질인(일본에 거주하는 많은 브라질인들은 일본인 조상을 가지고 있다), 필리핀인, 베트남인, 홋카이도에 거주하는 아이누족, 오키나와에 거주하는 류큐족, 그리고 규슈와 대만 사이의 다른 섬들이다. 일본 봉건 질서의 밑바닥에 있는 소외된 집단인 부라쿠민도 때때로 포함된다. 일본에는 역사가 훨씬 짧은 소규모 민족 공동체도 많이 있다.
유엔의 2008년 디엔 보고서에 따르면, 일본에서 인종차별과 외국인 혐오의 영향을 가장 많이 받는 지역 사회는 다음과 같다:
- 아이누의 소수 민족과 오키나와 사람들
- 이웃 나라 사람들과 그 후손들 (중국인과 한국인)
- 그리고 다른 아시아, 아프리카, 남미 및 중동 국가에서 온 새로운 이민자들.

### 한국인
1876년 한일 조약 이후 제2차 세계대전까지 한국인들은 일본에서 이용할 수 있는 망명과 교육 기회를 모색했다. 1910년 한일병합조약이 체결되면서 한국이 일본에 병합되었기 때문에 법적으로 한국인에게 일본 국적을 부여할 것이라고 명시했다. 제2차 세계대전 중 일본 정부는 국민동원법을 제정했다.
제2차 세계대전 이후 한국인들은 정치적, 경제적으로 차별을 받아 일본에서 부당한 대우를 받고 저임금을 받는 등 제2차 세계대전 이후 일본 재건에 불법으로 참여하기로 결정했다. (재일동포) 한국인은 조선(또는 대한민국 국적)으로 등록된 일본 영주권자이다. 조선은 1910년 일본에 병합되었으므로 조선 국적을 가진 한국인은 사실상 무국적자이다. 제2차 세계대전 이후 일본에 거주하던 200만 명의 한국인은 당시 한국에 정부가 없었기 때문에 미군정 하에 임시 조선 국적을 부여받았다. 그러나 한국이 미국과 소련에 의해 분단되고 1948년 남북한이 각각 독자적인 정부를 수립하면서 조선 국적의 의미는 모호해졌다. 이후 남한 국적을 취득한 사람도 있었지만, 북한의 분단에 반대하거나 북한에 동조한 사람들은 북한 국적을 등록할 수 없어 조선 국적을 유지했다.
대부분은 1910년부터 1945년까지 일본의 통치하에 한국에서 일본으로 왔다.이 이민의 상당 부분은 일본의 토지 및 생산 몰수 조치로 인해 한국인 지주와 노동자들이 토지와 생계를 잃고 일을 위해 일본으로 이주한 결과라고 한다. 루돌프 루멜의 계산에 따르면 총 540만 명의 한국인도 강제 노동에 징집되어 일본 제국 전역으로 이송되었다. 그는 만주와 사할린 등의 지역에서 강제 노동으로 사망한 한국인이 6만 명에 달한다고 추정한다.
일본 정부는 한국 통치 기간 동안 문화 동화 정책을 시행했다. 한국 문화는 억압되었고, 일본 통치에 반대하는 예술 및 문학 작품은 검열과 금지를 받았으며, 한국어는 지역 민족 언어(民族語)로 간주되어 억압되었으며, 일본어는 국어로 지정되었다. w한국인은 한국어를 배워야 한다. 비교적 관대한 시기를 보낸 후 1938년 공립학교의 국어 과목이 비강습 과목으로 강등되었다가 1941년에 취소되었다. 한국어와 한글은 일본 통치 말기까지 전쟁 선전에 여전히 사용되었다. 1940년부터 한국인들은 일본식 이름을 사용할 수밖에 없었다. 그러나 한국인들은 이 정책에 저항했고, 1940년대 말에는 거의 완전히 취소되었다. 1923년 관동대지진 이후 한국인들이 폭동을 일으키거나 약탈을 하거나 우물을 독살한다는 허위 소문이 퍼지면서 수천 명의 재일동포가 학살당했다. 대한민국 제1공화국의 제주 봉기 당시에도 많은 한국인 난민이 일본에 왔다. 대부분의 이주민이 한국으로 돌아왔지만 1946년 GHQ 추산에 따르면 약 65만 명의 한국인이 일본에 남아 있는 것으로 나타났다.
제2차 세계대전 이후 재일동포 사회는 한국(민단)에 대한 충성심과 북한(총련)에 대한 충성심으로 분열되었다. 한국인의 마지막 대규모 일본 이주 물결은 1950년대 한국전쟁으로 인해 한국이 황폐화된 후 시작되었다. 특히 권위주의적인 한국 정부에 의해 제주도 학살에서 탈출한 제주인 난민이 대거 발생했다는 점이 주목할 만하다.
총련과 자신을 동일시하는 사람들은 또한 북한의 중요한 자금원이다. 한 추정에 따르면 일본에서 북한으로의 연간 총 송금액이 2억 달러를 초과할 수 있다고 한다. 일본 법은 22세 이상 성인에게 이중 국적을 허용하지 않는다. 1980년대까지 시민권을 위해 일본식 이름을 채택해야 했다. 이러한 이유로 인해 많은 사람들이 일본 시민권을 취득하지 못했다.
더 많은 사람들이 일본 시민이 되고 있지만 정체성 문제는 여전히 복잡하다. 일본 시민이 되기를 선택하지 않은 사람들도 차별을 피하기 위해 일본식 이름을 사용하고 마치 일본인인 것처럼 생활하는 경우가 많다. 이는 일반적으로 중국 이름을 사용하고 공개적으로 차이나타운 커뮤니티를 형성하는 일본 거주 중국인들과는 대조적이다. 1990년대 후반 일본과 북한 간의 긴장이 고조되면서 일본 내 한국 여학생에 대한 공격 패턴을 포함한 친북 성향의 총련에 대한 공격이 급증했다. 일본 당국은 최근 조사와 체포를 통해 총련을 단속하기 시작했다. 이러한 움직임은 종종 총련이 정치적 탄압 행위라고 비판한다.
2000년 도쿄 도지사 이시하라 신타로가 지진 이후 외국인들이 불안의 잠재적 원인이라는 이유로 중국인과 한국인을 상국진(三国人)이라고 지칭하자 외국인 사회는 불만을 제기했다. 역사적으로 이 단어는 종종 경멸적으로 사용되어 왔으며, 이시하라의 발언은 1923년 관동대지진 이후 민간인과 경찰에 의한 한국인 학살의 이미지를 떠올리게 했다. 따라서 외국인에 의한 잠재적 폭동의 맥락에서 이 용어를 사용하는 것은 명시적인 인종차별은 아니더라도 도발적인 것으로 간주하는 사람들이 많다.
2014년, 미국 정부의 인권 보고서는 유요쿠 단타이와 같은 일본 우익 단체들이 한국 국적자들에게 가한 학대와 괴롭힘에 대해 우려를 표명했다. 2022년에 일본에서 반한 인종차별이 증가하고 있다는 보도가 있었다. 우지의 우토로 지역을 포함한 집들이 불에 탔고, 조선족 공동체에 대한 살해 위협이었다.

### 중국 본토 사람들
위의 2018년 통계에 따르면 중국 본토인은 일본에서 가장 큰 법적 소수자이다. (위에 표시된 바와 같이) 유엔 인권위원회(UNCHR)의 한 조사관은 한국인과 중국인에 대한 인종차별은 역사와 문화로 인해 일본에 깊이 뿌리내리고 있다고 말했다.

### 대만 사람들
1895년부터 1945년까지 대만이 일본의 식민지였던 역사 때문에 일본에 거주하는 대만인들이 많이 있다. 전 민주당 당수인 렌호(본명: 셰롄팡)는 대만계 일본인 혼혈 정치인으로 가장 유명한 인물로 알려져 있다.
2000년, 당시 도쿄 도지사였던 이시하라 신타로는 대만인들을 산고쿠진이라고 부르며 모욕했다:
저는 "불법으로 일본에 입국한 많은 사람들"을 언급했다. 어떤 사람들은 그 단어를 모를 것 같아서 이 단어를 의역해서 외국인, 즉 외국인을 사용했다. 하지만 신문 공휴일이라 뉴스 통신사들이 의식적으로 그 부분을 포착해서 문제가 발생했다.
... 제2차 세계대전 후 일본이 패전하자 대만 출신 중국인과 한반도 출신 사람들은 일본인을 박해하고 강탈하며 때리기도 했다. 당시에는 이 단어가 사용되었기 때문에 경멸적이지 않았다. 오히려 우리는 그들을 두려워했다.
... 사과할 필요 없어요. 제 연설에 큰 반응이 있어서 놀랐어요. 오해를 일으키지 않기 위해 더 이상 그 단어를 사용하지 않기로 결심했어요. 그 단어가 그대로 해석된 것은 유감이다."

### 아이누족
아이누족은 주로 홋카이도에 거주하는 원주민 집단으로, 일부는 현대 러시아에도 거주하고 있다. 현재 일본 정부의 공식 인구 추정치는 25,000명이지만, 비공식 추정치는 20만 명 이상으로 논란이 되고 있다.
일본 역사의 대부분 동안 아이누족은 홋카이도의 주요 주민이었다. 그러나 1869년 이후 일본이 홋카이도로 이주하면서 아이누족은 대부분 이주하고 동화되었다. 메이지 시대 정책으로 인해 아이누족은 전통적인 고향에서 쫓겨났고 그들의 문화적 관습은 금지되었다. 아이누족을 원주민 집단으로 공식 인정한 것은 한 세기가 지난 2008년 6월 6일, 일본 정부가 통과시킨 결의안에 따라 이루어졌다. 이 결의안은 그들의 문화적 차이와 과거의 어려움을 모두 인정했다.

### 류큐안족
류큐안족은 1609년 일본 사쓰마 번의 봉신이 될 때까지 독립 왕국에서 살았다. 그러나 이 왕국은 1872년 일본에 공식적으로 병합되어 1879년 오키나와현으로 재편될 때까지 어느 정도의 자치권을 유지했다. 현재 이들은 오키나와에 130만 명, 일본의 다른 지역에 30만 명이 거주하는 일본 최대 소수 민족이다.

### 기타
외국 출신과 국적을 가진 사람들은 종종 외지인 또는 외국인)이라고 불리며, 후자의 용어는 때때로 경멸적인 것으로 인식되어 대중 매체에 의해 기피되는 경향이 있다.
한때 카라후토현으로 일본의 일부였던 남사할린에는 니브크족과 우일타족(오록족)의 원주민이 거주하고 있었다. 카라후토족과 마찬가지로 아이누족과 달리 1945년 소련 침공 이후 일본 국적자의 철수 대상에 포함되지 않았다. 일본 제국군에서 복무한 니브크족과 우일타족 일부는 소련 노동 수용소에 수감되어 있었으며, 1950년대 후반과 1960년대에 법정 소송을 거쳐 일본 국적자로 인정받아 일본으로의 이주가 허용되었다. 대부분은 홋카이도 아바시리에 정착했다.
보닌 제도에 거주하는 오베이케이족은 유럽인, 미크로네시아인, 카낙인 등 다양한 민족적 배경을 가지고 있다.
미얀마에서 망명을 신청하는 사람들에게는 보호와 난민 지위가 부여되었지만, 튀르키예에서 온 일본 내 난민 쿠르드족에게는 동일한 보호가 제공되지 않았다. 이러한 보호와 지위가 없다면 박해로 인해 튀르키예에서 탈출한 이 쿠르드족은 일반적으로 교육도 받지 못하고 법적 체류 자격도 없는 등 궁핍한 생활을 하고 있다. 2015년 10월 도쿄 주재 터키 대사관 밖에서 쿠르드족과 일본 내 터키인 간의 충돌이 발생했으며, 이 충돌은 대사관에 쿠르드족 정당 깃발이 전시된 후 시작되었다. 2023년 봄부터 소셜 미디어 플랫폼 X에 반쿠르드계 일본인 게시물이 크게 증가했다. 이는 터키인들이 플랫폼에 일본어로 게시물을 올린 것이 원인일 수 있다. 쿠르드족은 살해 위협과 추방 요구를 받았다고 보고했다.
애니메이션과 같은 일본 미디어에서 흑인을 표현하는 것은 비판의 대상이 되어 왔다.
러시아의 우크라이나 침공 이후 일본에 거주하는 러시아인을 대상으로 한 괴롭힘, 혐오 발언 및 차별 사례가 보고되었다. 하야시 요시마사 외무장관은 러시아에 대한 인권 침해를 규탄했다.
2024년 1월, 일본에서 태어난 외국인 주민 3명이 불법 경찰 심문을 통한 인종 프로파일링을 주장하며 국가 및 지방 정부를 상대로 소송을 제기했다. 원고들은 외모와 민족성을 이유로 경찰 심문에서 반복적인 고통을 겪었으며, 이는 헌법에 위배된다고 주장했다. 이들은 인종 프로파일링의 불법성을 인정하고 각각 300만 엔(20,250달러)의 손해배상을 청구했다. 이 소송은 일본 내 외국인 노동자의 급증과 일본 정체성에 대한 논의 과정에서 제기되었다.

## 분야별

### 고등 교육
일본 고등 교육 시스템 전반에 걸쳐 외국인 교수들이 가르치고 있지만, 1992년 도쿄 대학교의 로버트 J. 겔러는 그들이 종신 교수직을 부여받는 것은 매우 드문 일이라고 보고했다.

### 외국인 시민 및 범죄
다른 나라와 마찬가지로 외국인은 비자가 허용하지 않는 일을 하거나 비자 기간을 초과하여 체류하는 경우가 있다. 이들의 취업은 대부분의 일본인이 더 이상 일할 수 없거나 일하기를 원하지 않는 분야에 집중되는 경향이 있다.
야쿠자 또는 일본의 조직 범죄는 일본에 있는 중국 이민자들을 범죄의 심복으로 삼아 대중의 부정적인 인식을 불러일으켰다. 2003년에 아프리카에서 온 외국인들은 일본 원주민보다 1인당 2.8배 더 많은 범죄를 저질렀지만, 폭력 범죄를 저지를 가능성은 약간 적었다.
국가경찰청 기록에 따르면 2002년에는 16,212명의 외국인이 34,746건의 범죄를 저질러 적발되었으며, 그 중 절반 이상이 비자 위반(유효 비자 없이 일본에 거주/일)으로 밝혀졌다. 통계에 따르면 12,667건(36.5%)과 487명(0.038%)이 중국인, 5,272건(15.72%)과 1,186명(7.3%)이 브라질인, 2,815건(8.1%)과 1,738명(10.7%)이 한국인, 약 6,000명이 기타 외국인이었다. 같은 해 일본인이 저지른 총 범죄 건수는 546,934건이었다.
이 통계에 따르면 일본인은 6,925건의 폭력 범죄를 저질렀으며, 그 중 2,531건은 방화 또는 강간으로, 외국인은 323건의 폭력 범죄를 저질렀지만 방화 또는 강간으로 분류되는 경우는 42건에 불과했다. 외국인이 집단으로 범죄를 저지를 가능성이 더 높았다: 외국인이 저지른 범죄의 약 61.5%는 공범이 한 명 이상인 반면, 일본인이 저지른 범죄의 18.6%만이 집단으로 범죄를 저질렀다. 일본인은 외국인보다 더 많은 폭력 범죄를 저지다.
2022년 경찰청의 조사에 따르면 불법 체류자는 2004년 21만 9천 명에서 2008년 11만 3천 명으로 감소했으며, 체포된 외국인 방문자 수는 2004년 21만 1,842명에서 2008년 13,880명으로 감소했다. 형법 범죄로 기소된 전체 체포자 중 외국인의 비율은 약 2.0%였으며, 이 수치는 비교적 안정적으로 유지되고 있다. 강도나 절도 사건으로 기소된 전체 체포자 중 외국인의 비율은 2008년에 약 5.5%였다.
도쿄 변호사 협회가 실시한 설문조사에 따르면, 외국 배경을 가진 2,000명의 응답자 중 60% 이상이 경찰 조사를 받았다고 답했다. 조사 대상자 중 약 77%는 만남이 외국적인 외모 외에는 뚜렷한 이유가 없는 것 같다고 답했다.

### 주택 및 기타 서비스 이용
일본의 상당수의 아파트와 일부 모텔, 나이트클럽, 매춘업소, 성매매 업소, 목욕탕 등에는 외국인 출입이 금지되거나 일본인이 동반해야 한다는 안내 표지판이 설치되어 있다.
2002년 2월, 원고들은 인종 차별을 주장하며 홋카이도 목욕탕을 지방법원에 고소했고, 11월 11일 삿포로 지방법원은 목욕탕에 원고들에게 각각 100만 ¥의 손해배상금을 지급하라고 명령했다.
실제로 외국인 차별과 관련된 소송은 상당수 있었다. 예를 들어, 2005년에는 방을 빌리려던 한국 여성이 일본 시민이 아니라는 이유로 거절당했다. 그녀는 차별 소송을 제기했고, 일본 법원에서 승소했다.
"외국인을 대상으로 한 주택 수색 차별은 여전히 가장 큰 문제 중 하나이다."라고 에스닉 미디어 프레스 센터장은 말했다. 서비스 주최자들은 현재 일본에는 차별을 금지하는 법률이 없기 때문에 외국인, 특히 비서구인의 아파트 임대를 막는 인종차별을 근절하기를 희망한다고 말했다.
코로나19 팬데믹 기간 동안 많은 업소에서 외국인 고객이 코로나19를 전파할 것이라는 우려로 인해 일본인이 아닌 고객을 배제하기 시작했다. 예를 들어, 한 라면 가게 주인은 일본인이 아닌 사람의 식당 출입을 금지하는 규정을 시행했다.

### 건강 분야
일본은 모든 국민에게 보편적인 건강 보험을 제공한다. 일본에 1년 이상 체류하는 외국인은 공공 건강 보험 제도 중 하나에 가입해야 한다. 그러나 이 정책이 시행되기 전에는 많은 외국인 노동자들, 특히 일본계 브라질인들이 고용주의 거부로 인해 건강 보험 혜택을 받을 가능성이 적었다.
처음에 많은 현들이 외국인이 자격이 없는 것으로 간주되어 국민건강보험(고쿠민 켄코우 호켄)에 가입하는 것을 거부했다. 이 정책은 지방 정부가 일본 국민과 외국인 간의 의료 격차를 목격한 후 외국인을 포함하도록 개정되었다. 실시된 연구에 따르면 도치기현에 거주하는 외국인 근로자들 사이에서 건강 악화의 발생률이 높은 것으로 나타났다. 이들 근로자의 4분의 1은 언어 장벽과 높은 의료비로 인해 클리닉이나 병원을 방문하지 않았다. 설문조사에 참여한 317명의 근로자 중 거의 60%가 영어로 의사소통하는 데 어려움을 겪었다.
일부 병원에서는 거주 상태를 확인할 수 없는 경우 환자를 돌려보내는 것으로 알려져 있다. 도쿄 고탄다구에 위치한 NTT 메디컬 센터 도쿄는 웹사이트를 통해 외국인은 보험증과 거주지 카드를 제시해야 한다고 발표했다. 만약 제출할 수 없는 경우 응급 상황을 제외하고는 서비스가 거부된다. 도쿄에 위치한 한 산부인과 병동은 웹사이트에서 일본어 회화 수준으로만 가능한 환자에 한해 서비스가 제한될 것이라고 밝혔다.
COVID-19 팬데믹 동안 많은 소수 민족 의료 제공자들이 COVID-19 감염 환자 치료에 배정되지 않은 것으로 밝혀졌다. 그 이유로는 일본의 클리닉과 병원에서 일하는 소수 민족 의료 제공자의 수가 적고 언어 장벽이 있을 수 있다.

### 경찰 인종 프로파일링
2021년 12월, 일본 도쿄 주재 미국 대사관은 일본 전역의 경찰이 외국인 거주자에 대해 "인종 프로파일링이 의심된다"고 경고했다. 2022년부터 일본에서 경찰관에 대한 인종 프로파일링 불만에 대해 제기하는 사람들의 수가 크게 증가했다. 2024년 1월, 일본에 거주하는 외국인 세 명이 신체적 외모를 이유로 경찰의 반복적인 조사를 받았다고 주장하며 소송을 제기했다. 한 명의 원고인 파키스탄 출신 사이드 자인은 2002년 일본에 도착한 이후 최소 70번 이상 경찰로부터 괴롭힘을 당했다고 주장했다. 2024년 4월 30일, 마이니치 신문은 조사 결과 수많은 일본 경찰관들이 외국인을 대상으로 한 인종 프로파일링 사건의 비율이 높다는 사실을 상세히 보도하는 기사를 게재했다. 서일본 현의 한 전직 경찰관은 고위 경찰관들로부터 지속적으로 외국인을 대상으로 한 경찰의 명령을 받은 후 신문사에 "외국인을 대상으로 하라는 지시를 받았다"고 주장하기도 했다 전직 수사관에 따르면, 한국, 흑인, 동남아시아에 뿌리를 둔 사람들이 가장 자주 표적이 되는 사람들 중 하나였으며, 일본 경찰도 이러한 사람들을 백인보다 더 위험한 사람들로 간주하며 "경찰관들은 (밝은 피부를 가진 사람들이) 관광객이거나 일본인 파트너가 있다고 생각한다. 하지만 피부가 어두운 사람들은 비자 초과 체류자라고 생각하는 경향이 있다." 2022년 5월 8일, 뉴욕 타임즈는 일본에서 인종 프로파일링이 "일반적"이지만 자주 문서화되지는 않았다고 보도했다.

## 역사

### 전쟁 전 외국인 혐오증
다른 아시아인에 대한 인종 차별은 일본 식민주의가 시작될 때 처음 시행된 제국 일본에서 습관적으로 이루어졌다. 메이지 시대 일본인들은 다른 아시아인들보다 열등하다고 믿었기 때문에 다른 아시아인들을 경멸했다. T그의 감정은 다쓰-아 론이라는 사설에서 표현되었는데, 그의 저자는 일본이 다른 서양 제국들이 다른 아시아인들을 대하듯 대해야 한다는 믿음을 지지했다. 류큐족과 아이누족에 대한 차별도 제정되었다. 쇼와 정권은 야마토다마시이의 성격을 바탕으로 인종 우월성과 인종주의 이론을 설파했다. 역사학자 쿠라키치 시라토리에 따르면 히로히토 천황의 스승 중 한 명이다: "따라서 세상에 황실의 신성함과 마찬가지로 우리의 국가 정치(고쿠타이)의 위엄에 비할 수 있는 것은 없다. 여기에 일본의 우월성에 대한 한 가지 큰 이유가 있다." 일본 문화는 오랫동안 가이진(비일본인) 사람들을 하위 인간으로 간주했으며, 정부 선전과 학교에서도 야마토 마스터 종족 이론 이념을 포함시켰다.
1943년 7월 1일 후생노동성에서 발표한 '야마토 인종을 핵으로 한 글로벌 정책 조사'에서 언급했듯이, 가족은 조화와 상호성을 가지고 있지만 명확한 위계질서를 가진 일본인은 아시아 국가의 가장으로서 '영원히' 아시아를 통치할 운명에 처해 있다. 쇼와 이전 시기의 가장 끔찍한 외국인 혐오는 1923년 관동대지진 이후 대지진 이후 한국인들이 상수도를 중독시킨 것으로 잘못 비난받으면서 드러났다. 극심한 안개로 인해 최소 3,000명의 한국인이 사망하고 26,000명이 투옥되었다.
1930년대에 쇼와 시대 초기 일본의 군사-정치적 교리의 영향으로 인해 민족주의 시민들이 서양인과 그들의 일본인 친구들을 공격하는 횟수가 증가했다. 이러한 공격은 메이지 시대에 시작된 오랜 기간의 축적 끝에 발생했으며, 몇몇 사무라이들은 일본에서 외국인을 받아들이지 않았다. 예외적으로, 일본 제국의 유대인 정착지를 참조하세요.

### 세계 2차 대전
제2차 중일전쟁과 대동아전쟁 동안 언론에는 인종차별이 만연했으며, 야마토 민족의 우월성에 대한 언론의 설명은 변함없이 일관되었다. 1940년 동아시아의 신질서 선포와 그 첫걸음인 하코이치우와 함께 첫 번째 대규모 반외국인 홍보 캠페인인 '스파이 방지'가 시작되었다. 처음에 일본의 아시아 정복을 정당화하기 위해, 일본의 선전은 일본이 모든 아시아 민족과 문화의 결합을 대표한다고 주장하며 이질적인 특성을 강조함으로써 일본 우월주의 사상을 지지했다. Japanese propaganda started to place an emphasis on the ideas of racial purity and the supremacy of the Yamato race when the Second Sino-Japanese War intensified.
태평양 전쟁이 발발한 후 대부분의 서양인들은 공식 당국에 의해 구금되었으며, 때로는 폭력적인 공격의 대상이 되기도 하고, 경찰 감옥이나 군사 구금 센터로 보내지거나 거리에서 가혹한 대우를 받기도 했다. 이는 특히 미국인, 소련인, 영국인에게 적용되었으며, 만주국에서는 같은 시기에 중국인과 기타 외국인에 대한 외국인 혐오 공격이 이루어졌다.
제2차 세계 대전이 끝날 무렵, 일본 정부는 인종적 동질성과 인종 우월성이라는 개념을 계속 고수했으며, 전반적인 사회 계층 구조의 복잡성을 강조했다. 야마토 인종이 인종 계층 구조의 최상위에 있었다. J제2차 세계대전 이후 연합군의 지원으로 인종 순수성에 대한 일본의 선전이 일본으로 돌아갔다. 미국의 대일 정책은 고위 파시스트 전범 숙청을 중단하고 전쟁 전 인종 선전의 창설과 발현에 책임이 있는 지도자들을 재설치했다.
한국에서 일어날 수 있는 일과 유사하게, 대부분 젊고 미혼인 미군 병사들의 압도적인 존재는 일본 여성 인구에 눈에 띄는 영향을 미쳤다.전쟁 결과 후 명백한 권력 역학과 일본 여성을 임신시킨 미군에 대한 책임감 부족으로 인해 이 아이들은 삶이 시작되기도 전에 부정적인 시각에 놓이게 되었다. 이 아이들 중 상당수는 아버지에게 버림받았을 것이다. 이 아이들은 자신의 나라에서 패배와 죽음과 관련된 채 자랐으며, 서구 열강에 대한 일본의 종속을 상기시키는 것으로 여겨졌다.

### 전후 정부 정책

일본에 등록된 외국인 수의 변화

일본에서는 소수자 동화에 대한 중요성이 낮기 때문에, 민족 문제에 관한 법률이 입법 과정에서 우선순위가 낮다. 그럼에도 불구하고, 1997년에 "아이누 문화 부흥" 법안이 통과되었다. 이 법안은 과거 아이누족에게 치명적인 영향을 미쳤던 이전의 "홋카이도 원주민 보호" 법안을 대체했다.
일본 헌법 제14조는 모든 국민(영어 버전) 또는 시민(개정 일본어 버전)은 법에 따라 평등하며, 인종, 신념, 성별 또는 사회적 또는 기타 배경을 이유로 정치적, 경제적 또는 사회적으로 차별받을 수 없다고 명시하고 있다.
그러나 일본에는 시민, 기업 또는 비정부기구가 저지른 차별 행위를 금지하거나 처벌하는 민권법이 없다. 2024년 1월, 파키스탄계 남성을 포함한 일본 시민 3명이 일본 정부를 상대로 일관된 인종적 동기에 의한 경찰 괴롭힘 패턴을 주장하며 개선된 관행과 각각 약 300만 ¥(20,330달러)의 배상을 요구하는 민사 소송을 제기했다. 일본에서 이례적으로 제기된 소송은 인종 차별이 헌법과 국제 인권 협정을 위반한다는 것을 입증하는 것을 목표로 한다. 영주권자 2명과 외국 태생의 일본 시민 1명을 포함한 원고들은 인종에 따라 경찰의 부당한 제지와 수색을 반복하고 있으며, 외국인 근로자 수 증가로 인한 다양성 증가에 대응할 수 있는 일본의 능력에 대한 우려를 불러일으키고 있다. 이 소송에는 일본 정부, 도쿄도, 아이치현 정부가 포함되어 있다.
국회에서 인권 법안을 제정하려는 시도가 있었다. 2002년에 초안이 하원에 제출되었지만 표결에 이르지 못했다. 법이 통과되었다면, 인권위원회를 설립하여 차별적인 관행과 민간인이나 시설에서 저지른 혐오 발언을 조사하고, 이름과 수치심을 조장하거나, 재정적으로 처벌했을 것이다.

### 인종차별과 외국인 혐오에 관한 유엔 특별보고관의 논평
2005년 7월, 유엔 인종차별 및 외국인 혐오 특별보고관은 일본 내 깊고 심오한 인종차별과 일본 정부의 문제 인식 부족에 대한 우려를 표명했다.
두두 디엔(유엔 인권위원회 특별보고관)은 조사와 9일간의 일본 방문 끝에 일본 내 인종 차별과 외국인 혐오가 주로 세 그룹에 영향을 미친다고 결론지었다: 소수 민족, 이전 일본 식민지 출신 사람들의 후손, 그리고 다른 아시아 국가 출신 외국인. 캘리포니아 대학교 버클리 캠퍼스의 존 리 교수는 일본이 다민족 사회이기 때문에 일본이 민족적으로 동질적인 사회라는 널리 퍼진 믿음이 부정확하다고 생각한다.이러한 주장은 한때 일본을 "하나의 민족, 하나의 문명, 하나의 언어, 하나의 문화"를 가진 사람들이 거주하는 국가로 묘사했던 타로 아소 전 일본 총리와 같은 일본 사회의 다른 부문에서도 오랫동안 거부되어 왔다.
2010년 유엔 인종차별철폐위원회에 따르면 일본의 인종차별 기록은 개선되었지만 여전히 진전의 여지가 있다. 위원회는 일본 내 혐오 발언 방지 법안의 부재와 일본 소수민족 및 대규모 한국 및 중국 공동체에 대한 처우에 대해 비판적이었다. 재팬 타임즈는 위원회 위원 레지스 데 고트스의 말을 인용해 2001년(마지막 검토가 열렸을 때) 이후 거의 진전이 없었다고 전했다. "2001년 위원회가 혐오 표현을 금지하는 것이 표현의 자유와 양립할 수 있다고 말했음에도 불구하고 새로운 법안은 없다." 그러나 많은 위원회 위원들은 최근 일본 정부가 아이누족을 원주민으로 인정한 것을 칭찬했다.
2015년 2월, 전 교육 개혁 위원회 위원인 소노 아야코는 산케이 신문에 논란의 여지가 있는 칼럼을 기고하면서 노동력 부족을 완화하기 위해 더 많은 외국인 노동자를 수입해야 하지만, 아파르트헤이트 제도를 통해 일본 원주민과 분리해야 한다고 제안했다. 그녀는 나중에 "나는 아파르트헤이트를 칭찬한 적이 없지만, '차이나타운'이나 '리틀 도쿄'의 존재는 좋은 일이라고 생각한다"고 말했다.

## 일본의 민족문제를 주제로 다룬 영화 및 서적
- 피와 뼈
- 박치기
- 개 달리다
- 고

## 같이 보기
- 구마소
- 하야토
- 황민화 정책
- 타이완 원주민
- 중국의 민족
- 일본의 문화
- 부라쿠민